# Sacramento Kings 1986-1987
La stagione 1986-87 dei Sacramento Kings fu la 38ª nella NBA per la franchigia.
I Sacramento Kings arrivarono quinti nella Midwest Division della Western Conference con un record di 29-53, non qualificandosi per i play-off.

## Roster
| N° | Naz.                   | Ruolo | Sportivo         | Anno | Alt. | Peso |
| -- | ---------------------- | ----- | ---------------- | ---- | ---- | ---- |
| 2  | Stati Uniti (bandiera) | G     | Othell Wilson    | 1961 | 183  | 86   |
| 8  | Stati Uniti (bandiera) | GA    | Eddie Johnson    | 1959 | 201  | 98   |
| 18 | Stati Uniti (bandiera) | GA    | Derek Smith      | 1961 | 198  | 93   |
| 21 | Stati Uniti (bandiera) | GA    | Harold Pressley  | 1963 | 201  | 95   |
| 22 | Stati Uniti (bandiera) | G     | Jerry Eaves      | 1959 | 193  | 82   |
| 22 | Stati Uniti (bandiera) | G     | Franklin Edwards | 1959 | 185  | 77   |
| 24 | Stati Uniti (bandiera) | G     | Reggie Theus     | 1957 | 201  | 86   |
| 25 | Stati Uniti (bandiera) | GA    | Brook Steppe     | 1959 | 196  | 88   |
| 30 | Stati Uniti (bandiera) | AC    | Johnny Rogers    | 1963 | 208  | 102  |
| 33 | Stati Uniti (bandiera) | AC    | Otis Thorpe      | 1962 | 206  | 102  |
| 35 | Stati Uniti (bandiera) | C     | Joe Kleine       | 1962 | 211  | 116  |
| 40 | Stati Uniti (bandiera) | GA    | Terry Tyler      | 1956 | 201  | 98   |
| 41 | Stati Uniti (bandiera) | AC    | LaSalle Thompson | 1961 | 208  | 111  |
| 42 | Stati Uniti (bandiera) | G     | Bruce Douglas    | 1964 | 191  | 88   |
| 53 | Stati Uniti (bandiera) | A     | Mark Olberding   | 1956 | 203  | 102  |

## Staff tecnico
- Allenatori: Phil Johnson (14-32) (fino al 9 febbraio)[1], Jerry Reynolds (15-21)
- Vice-allenatori: Frank Hamblen (fino al 9 febbraio), Jerry Reynolds (fino al 9 febbraio), Don Buse (dal 9 febbraio)
- Preparatore atletico: Bill Jones